# Incredibles 2
Incredibles 2 is een Amerikaanse 3D-digitale animatiefilm uit 2018, geproduceerd door Pixar Animation Studios en gedistribueerd door Walt Disney Pictures. De film is het vervolg op The Incredibles uit 2004.

## Plot
Helen en Bob Parr proberen een normaal leven te leiden met hun gezin, terwijl Helen, ook bekend als de superheld Elastigirl, zichzelf tot taak heeft gesteld misdaad te bestrijden. Ondertussen is Bob (ook wel bekend als Mr. Incredible) thuis om te letten op zijn kinderen. Dan ontdekt hij Jack-Jacks tot nu toe verborgen superkrachten. Het gezin, samen met superheld Frozone, wordt gedwongen om een nieuwe slechterik te stoppen.

## Stemverdeling
| Personage                                                  | Engelse stem         | Nederlandse stem     | Vlaamse stem    |
| ---------------------------------------------------------- | -------------------- | -------------------- | --------------- |
| Helen Parr / Elastigirl                                    | Holly Hunter         | Isa Hoes             | Ann Reymen      |
| Bob Parr / Mr. Incredible                                  | Craig T. Nelson      | Peter Paul Muller    | Karel Deruwe    |
| Violet Parr                                                | Sarah Vowell         | Eva Kolsteren        | Aline Goffin    |
| Dash Parr                                                  | Huck Milner          | Matheu Hinzen        | Jack Crets      |
| Evelyn Deavor                                              | Catherine Keener     | Anne-Marie Jung      | Cathy Petit     |
| Jack-Jack Parr                                             | Eli Fucile           | Eli Fucile           | Eli Fucile      |
| Winston Deavor                                             | Bob Odenkirk         | Huub Dikstaal        | Gunther Lesage  |
| Lucius Best / Frozone                                      | Samuel L. Jackson    | Ruurt de Maesschalck | Ronny Mosuse    |
| Tony Rydinger                                              | Michael Bird         | Valentijn Avé        | Emmanuel Flaam  |
| Voyd                                                       | Sophia Bush          | Pip Pellens          | Maja Van Honsté |
| Edna "E" Mode                                              | Brad Bird            | Paul Haenen          | Walter Baele    |
| Krushauer (NL: Plethauer)                                  | Phil LaMarr          | Marcel Jonker        | Ivan Pecnik     |
| Helectrix                                                  | Phil LaMarr          | Kai Merckx           | Jan van Eldere  |
| The Ambassador (NL: De ambassadeur)                        | Isabella Rossellini  | Hymke de Vries       | Lulu Aertgeerts |
| Chad Brentley (NL: Tjerk Brantsma, Vlaams: Jens Braeckman) | Adam Gates           | Rutger Le Poole      | Govert Deploige |
| Rick Dicker                                                | Jonathan Banks       | Rob van de Meeberg   | Arnold Willems  |
| The Underminer (NL: De Ondermijner)                        | John Ratzenberger    | Simon Zwiers         | Dirk Denoyelle  |
| Screenslaver / Pizza Guy (NL: Schermkaper / Pizzabezorger) | Bill Wilde           | Tommie Christiaan    | Michaël Zanders |
| Monster Jack-Jack Parr                                     | Nick Bird            | Nick Bird            | Nick Bird       |
| Reflux                                                     | Paul Eiding          | Jan Nonhof           | Ludo Hellinx    |
| De burgemeester                                            | Barry Bostwick       | Jelle Amersfoort     | Jan Van Hecke   |
| Victor Cachet                                              | Michael B. Johnson   | Ad Knippels          |                 |
| Detective / Politieagent                                   | Jere Burns           | Rutger Le Poole      | Govert Deploige |
| Detective / Politieagent                                   | Adam Rodriguez       | Frans Limburg        |                 |
| Honey                                                      | Kimberly Adair Clark | Joanne Telesford     | Anne Mie Gils   |
| Brick                                                      | Deirdre Warin        | Stan Limburg         | Jan van Eldere  |

De dialoogregie voor de Nederlandse versie werd gedaan door Rutger Le Poole en de Nederlandse vertaling door Jan-Willem Verkuyl. De overige stemmen in de Nederlandse versie werden ingesproken door Bo Beljaars, Gaby Milder, Hein van Beem, Leonoor Koster, Nine Meijer, Mitchell van den Dungen Bille, Stephan Holwerda en Werner Kolf.